# Dalmatinova ulica, Novo mesto
Dalmatinova ulica je ena od ulic v Novem mestu, ki je nastala po drugi svetovni vojni z rušenjem treh stavb. Od leta 1955 je poimenovana po protestantskem pisatelju in teologu Juriju Dalmatinu. Pred tem je na njenem mestu potekala le pešpot brez imena. Ulica obsega tri hišne številke in poteka od Novega trga za hotelom Krka do Kapiteljske ulice.